# Pulpite
Pulpite es una localidad y pedanía española perteneciente al municipio de Cúllar, en la provincia de Granada, comunidad de Andalucía. Está situada en la parte nororiental de la comarca de Baza. Cerca de esta localidad se encuentran los núcleos de Casa Abad, Venta Quemada, Barrio Nuevo y Matián.

## Demografía
Según el Instituto Nacional de Estadística de España, en el año 2023 Pulpite contaba con 65 habitantes censados.

## Cultura

### Fiestas
Sus fiestas populares se celebran cada año alrededor del 3 de mayo en honor a la patrona de la localidad, la Santa Cruz.